# Venzolasca
Venzolasca település Franciaországban, Haute-Corse megyében. Lakosainak száma 1840 fő (2022. január 1.). Venzolasca Loreto-di-Casinca, Lucciana, Sorbo-Ocagnano és Vescovato községekkel határos.

## Népesség
A település népessége az elmúlt években az alábbi módon változott:
| Lakosok száma | 863  | 1032 | 1162 | 1679 | 1695 | 1772 | 1796 | 1795 | 1795 | 1840 |
|               | 1968 | 1982 | 1990 | 2006 | 2013 | 2015 | 2017 | 2019 | 2020 | 2022 |